# Dufourea mulleri
Dufourea mulleri är en biart som först beskrevs av Cockerell 1898.  Dufourea mulleri ingår i släktet solbin, och familjen vägbin. Inga underarter finns listade i Catalogue of Life.